# Luminus (DC Comics)
Luminus (Edward Lytener) es un personaje ficticio, un villano que hizo varios apariciones en todo el Universo animado de DC Cómics. Con la voz de Robert Henos, el personaje es principalmente un enemigo de Superman. Al igual que otros personajes como Harley Quinn y Volcana, su primera aparición no tuvo lugar en un cómic si no directamente en una serie animada.

## Historia del personaje

### Superman: La Serie Animada
Edward Lytener era un científico de alto nivel e ingeniero que trabajaba para LexCorp, se especializó en la tecnología basada en la luz, incluyendo rayos láser. Cuando Lois Lane
estaba investigando las prácticas corruptas en LexCorp, Lytener se enamoró de ella, e informó sobre todo lo que hacia su jefe, Lex Luthor. Sobre la base de su información, ella escribió una galardonado exposición sobre LexCorp, pero Lytener fue despedido y acabó trabajando en un pequeño almacén. Además, no recibió atención de los medios, ya que Lois protegió su identidad como fuente, cuando en realidad quería que no lo hiciera. Lois solo lo consideraba un amigo, y una fuente útil. A pesar de que guardaba rencor por como terminaron las cosas, nunca dio testimonio de ello y siguió siendo amable con ella, pero planeó matarla en venganza por arruinar su carrera.
Oportunamente, su primer intento fue en los Premios Excalibur, cuando Lois asistía para aceptar su premio por su artículo. Puso un dispositivo láser que poco a poco cortaba el cable de suspensión de una espada gigante de cristal que estaba sobre la cabeza de Lois, mientras subía al podio para su discurso, Superman la salva. Más tarde, instaló un dispositivo de mando a distancia que le permitió tomar el control de su vehículo, casi logrando expulsarla por un puente de la autopista.
Lois le da a Edward un dispositivo que Superman ha encontrado en su coche, esperando que lo pueda identificar. El examen microscópico de Edward revela que el dispositivo tiene la insignia de LexCorp. Aun así, Lex Luthor afirma su inocencia.
Cuando Lois descubrió que él estaba detrás de los atentados contra su vida, se enfrentó a él en su laboratorio, mientras que en otros lugares, Luthor informa a Clark Kent que el láser había sido rastreado a un lote de equipos que desaparecieron cuando Lytener fue despedido. Superman se precipitó al laboratorio, donde Lytener había atrapado a Lois en una jaula de rayos láser, y se había equipado a sí mismo con un traje hecho para combate físico que emite la radiación del sol rojo. Creando luz de sol rojo, el cual es una debilidad de Superman. Con esta ventaja, lucha contra Superman hasta casi matarlo. Después de una batalla que destruye la mayoría del laboratorio, Superman se da cuenta de cómo vencer Lytener y es capaz de derrotarlo y salvar a Lois. Lytener fue encarcelado en la prisión de Stryker.
Edward vuelve a aparecer en el episodio "Energía solar", armado con un nuevo dispositivo que le permite escapar de prisión girando para hacerse invisible para luego secuestrar un helicóptero. Para tomar el control de una multitud de satélites de comunicaciones LexCorp, Edward crea un campo de fuerza entre la Tierra y el Sol. Esto filtra la mayor parte de la luz solar salvo la luz roja: esto crea una emulación de un sol rojo, de nuevo debilitamiento de Superman en gran medida. Edward ataca inicialmente a Lois Lane, a pesar de que le asegura que no es nada personal. Esta vez solo quiere usarla como carnada para atraer a Superman. Cuando llega Superman, Edward revela su nuevo traje y nuevo nombre de supervillano: Luminus. Después Superman lucha a través de las ilusiones creadas por Luminus, el propio Luminus enfrenta al héroe. Aunque Superman está a punto de morir en su estado debilitado, se las arregla para desviar uno de los disparos láser de Luminus y destruir la consola de coordinación de los satélites, volviendo la luz del sol amarillo, y Superman se restaura con toda su fuerza. Luminus es entonces nuevamente derrotado y detenido una vez más.

## Poderes y habilidades
Lytener era un brillante científico que se especializó en la tecnología basada en la luz. Él era muy hábil con rayos láser y la tecnología electrónica, e inventó una serie de armas y trampas basadas en ellos; también inventó un arnés que emite radiación de sol rojo que le permite entregar golpes sustanciales a Superman. También fue capaz de hacer a él mismo y a otros objetos invisibles. Luminus estaba armado con una pistola láser, y se puso un traje de combate que le permitió proyectar ilusiones sólidas de objetos y personas. También podría proyectar su imagen a través de grandes distancias.
Durante su segunda batalla con Superman, creó todo un edificio lleno de ilusiones.
A partir del episodio de Liga de la Justicia "Solo un Sueño," Luminus es capaz de proyectar duplicados de luz sólidos de sí mismo en cualquier momento.

## En otros medios
- Luminus apareció en la serie animada Liga de la justicia en el episodio "Solo un Sueño" con la voz de Nicholas Guest. En el principio del episodio, es parte de un intento de fuga (junto con Copperhead, Firefly, Solomon Grundy, y Volcana) de la prisión Stryker. Utilizando su duplicados de luz sólida Luminus lucha contra flash a pesar de ir ganándole, es derrotado por Superman después de que encontrara al verdadero.